# Boeing AH-64 Apache
Boeing AH-64 Apache är en amerikansk-konstruerad attackhelikopter som används av ett flertal länder. Dess föregångare i den amerikanska armén var Bell AH-1 Cobra. 

## Historia

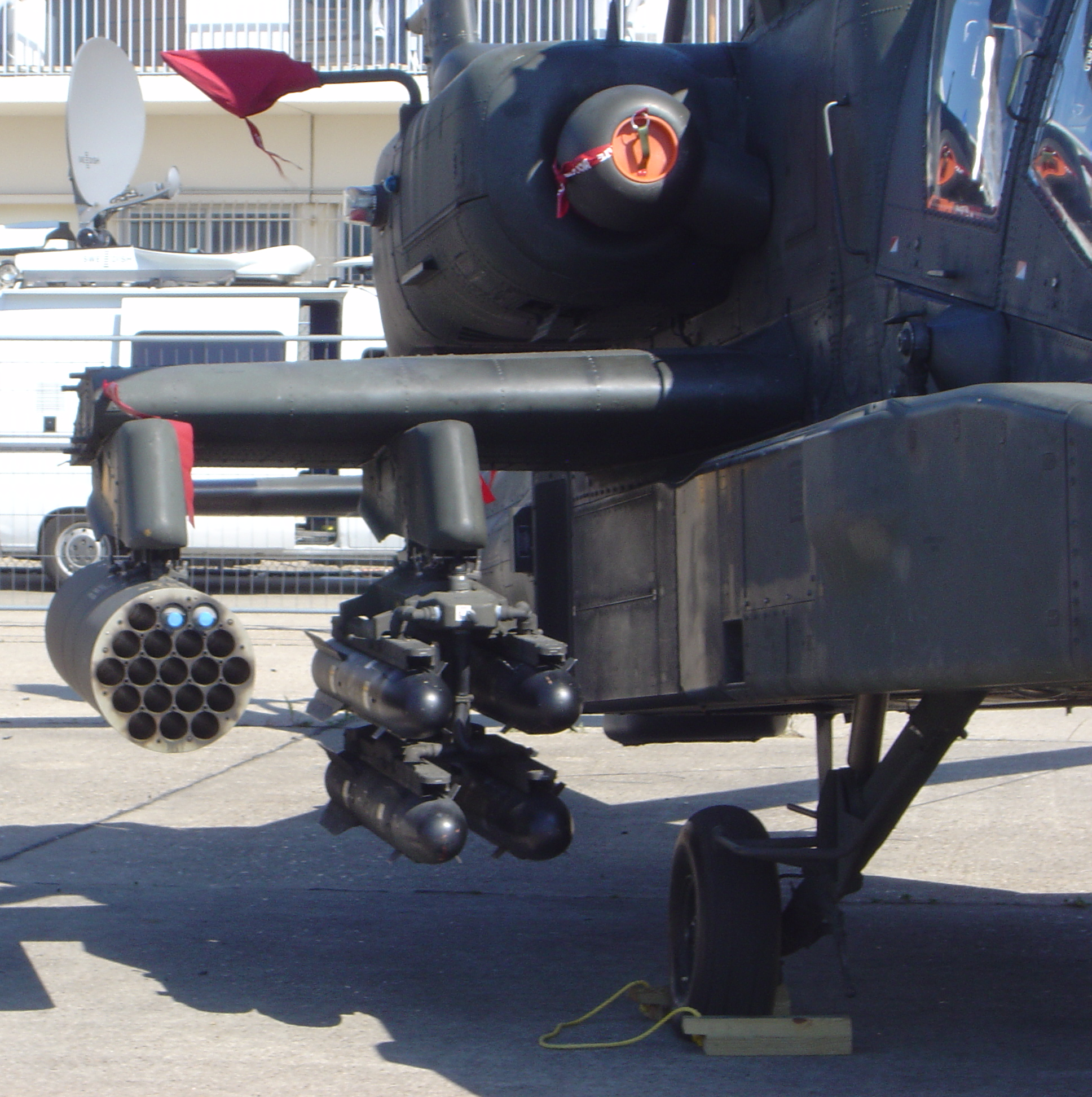
Hydra 70-raketer och AGM-114 Hellfirerobotar

USA:s armé utfärdade år 1972 en förfrågan för en Avancerad attackhelikopter (AAH). Från den ursprungliga listan på fem tillverkare valdes tillverkaren Hughes Aircrafts Toolco Aircraft Division (senare Hughes Helicopters) och Bell som de två alternativen. Hughes' Model 97/YAH-64 valdes före Bells Model 409/YAH-63 år 1976. Prototypens första flygning genomfördes den 30 september 1975 men det dröjde tills 1982 tills ett produktionskontrakt skrevs under. År 1983 rullades den första produktionshelikoptern ut vid Hughes Helicopters fabriker vid Mesa, Arizona. År 1984 köptes Hughes Helicopters upp av McDonnell Douglas för 500 miljoner dollar. Vid sammanslagningen av de två tillverkarna McDonnell Douglas och Boeing år 1996 blev det nya företagets namn Boeing Helicopters.
Två modeller av AH-64 Apache, AH-64A och AH-64D, är idag i tjänst inom den amerikanska armén. B- och C-varianter tillverkades visserligen men togs aldrig i tjänst. Ett antal andra modeller har utvecklats från både AH-64A och AH-64D för exportändamål. Den brittisktillverkade Westland WAH-64 är baserad på AH-64D, men har ett flertal förbättringar.
Helikoptern kan nyttjas både under dag- och nattid samt vid dåligt väder, genom att utnyttja integrerade avancerade opto-elektroniska sensor-system. Apache-helikoptern är även utrustad med några av det senaste inom flygelektronik såsom integrerade sensor-system, passiva infraröda motmedel, låghöjds-navigering samt GPS.

## AH-64D Apache Longbow

Hjälmsiktet hos en AH-64D.

Den mera avancerade modellen, AH-64D Apache Longbow, är utrustad med ny sensorutrustning och förbättrade vapensystem. Den mest synliga förändringen i jämförelse med A-varianten är Longbowradarn som är monterad högt ovanför huvudrotorn. Denna innehåller en eldledningsradar som rör sig på millimetervågbandet. Radarns upphöjda position tillåter att helikoptern kan gömma sig bakom hinder och låta radarn upptäcka och leda eld mot mål. Därtill kan det inbyggda radiomodemet tillåta att en AH-64D delar med sig av måldatan till andra Apachehelikoptrar som inte har en direkt siktlinje till målet. På detta vis kan en grupp Apachehelikoptrar ta sig an flera mål och enbart förlita sig på en enda Longbowradar.
Helikoptrarna uppgraderades med T700-GE-701C-motorer och har en modern förarmiljö. Helikoptern fick därmed en förbättrad överlevnadsförmåga, kommunikationsutrustning och navigeringssystem. De flesta övriga egenskaperna hos AH-64A Apache bibehölls.

## Stridsoperationer

### USA

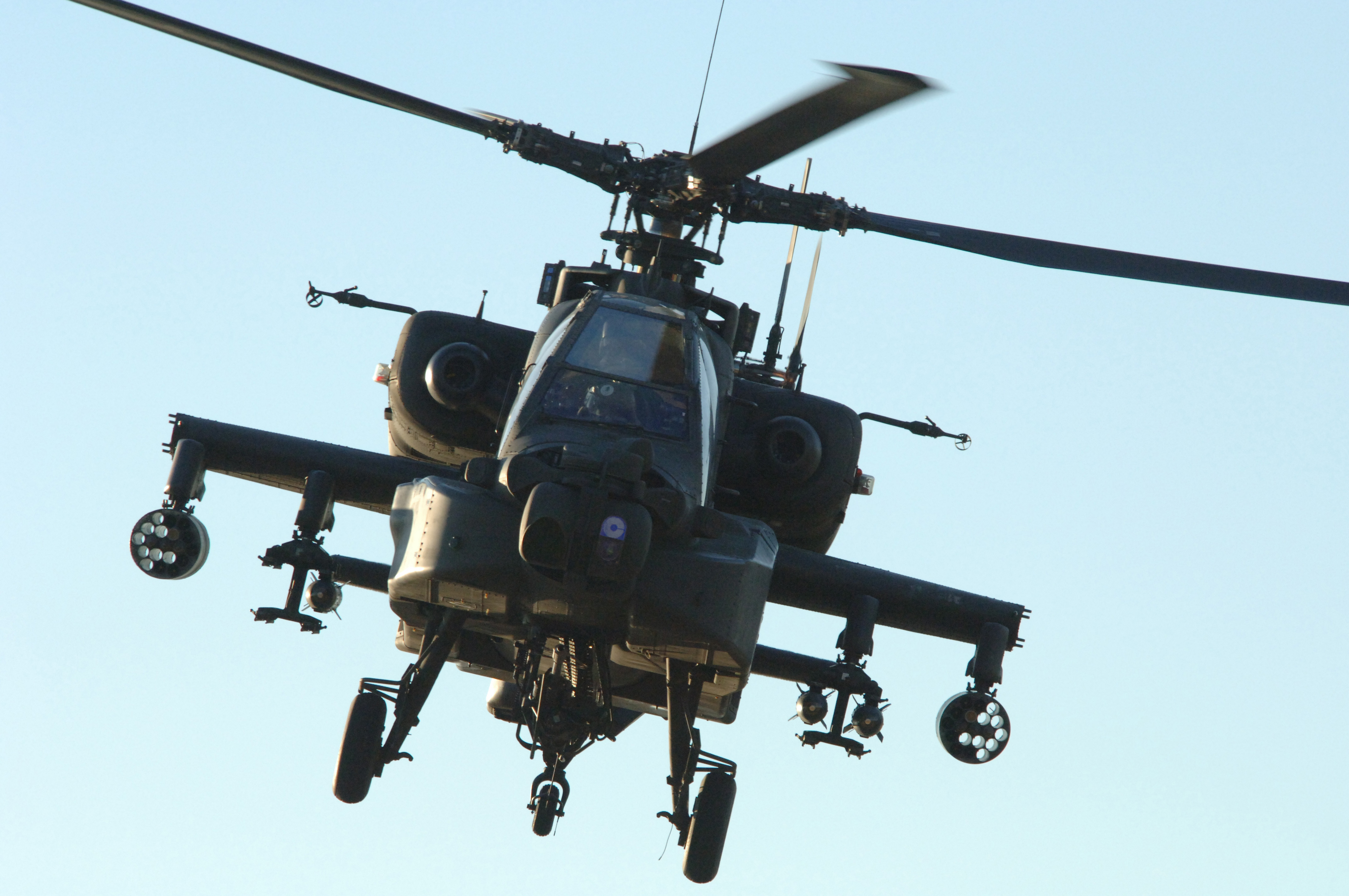
Amerikansk AH-64 Apachehelikopter ger eldunderstöd under en räd i Remagen, Irak, den 24 februari 2006.

Apachehelikoptern användes för första gången i strid vid USA:s invasion av Panama år 1989 som gick under namnet Operation Just Cause. Apache AH-64 och AH-64D har spelat viktiga roller i flera militära operationer i Mellanöstern, däribland Gulfkriget, Operation Enduring Freedom i Afghanistan och Operation Iraqi Freedom i Irak år 2003. Apachehelikoptrarna har visat sig vara mycket användbara som pansarbekämpare ("tank-buster") och har förstört hundratals bepansrade fordon under konflikter i Gulfområdet.
Senare rapporter har dock visat att Apachehelikoptern kan vara sårbar för markstridskrafter. Under en strid vid Operation Enduring Freedom skadades cirka 80% av Apachehelikoptrarna svårt av eld från marktrupper i ett bergsområde. Apachehelikoptern har också visat sig vara sårbar för eld från marktrupper vid strider i stadsområden. Under den andra Gulfkonflikten lyckades irakiska styrkor skada helikopterns transmission och kontrollsystem med finkalibrig eld, vilket ibland ledde till nödlandningar. Under Operation Iraqi Freedom skadades flera Apachehelikoptrar vid strider i stadsområden och en skadad helikopter erövrades även av irakiska trupper och visades upp i internationell TV.  
Det fanns flera faktorer som bidrog till haverierna. Apachehelikoptrar är först och främst ämnade att spåra och förstöra bepansrade fordon på långa avstånd (upp till flera kilometer), där helikoptrarna var skyddade från moteld. Därtill är infanteri svårare att upptäcka än fordon. I Irak möjliggjorde de korta avstånden och tillgången på skydd i stadsområden att infanteri kunde anfalla från nära håll (50–850 meter). Detta påvisade Apachens sårbarhet för grövre kulspruteeld (kaliber 12,7 mm). Därtill kan Apachehelikoptern endast skjuta mot ett mål i taget och den är därmed sårbar när den anfalls från flera håll samtidigt. Transporthelikoptrar såsom UH-60 Black Hawk har inte denna svaghet i samma utsträckning, eftersom man där kan ha sidoskyttar som tillför moteld. Transporthelikoptrarnas effektivitet har dock debatterats då man jämför andra faktorer, såsom Apachens överlägsna manöverbarhet, bestyckning och hastighet. Apachehelikopterns användning vid strid i stadsmiljö har dock överlag visat sig effektiv. Apachehelikoptern har varit framgångsrik som infanteristöd, men även som eldledning för tungt artilleri. Trots Apachehelikopterns svagheter rankas den som en helikopter med stora överlevnadschanser. Majoriteten av de Apachehelikoptrar som fått svåra skador i strid har lyckats fortsätta sina uppdrag och sedan ta sig hem.

## Kostnad och användare
Ursprungspriset för en AH-64A var omkring 14,5 miljoner dollar. I september 2003 beställde Grekland 12 st AH-64D för ett totalpris om 675 miljoner dollar (troligen innehållande vapen och support), vilket gav ett styckepris för AH-64D om 56,25 miljoner dollar. Singapore köpte sammanlagt 20 AH-64D Longbow Apache i två köp mellan 1999 och 2001.
Förutom USA, Grekland och Singapore använder även Japan, Egypten, Nederländerna, Bahrain, Saudiarabien, Förenade arabemiraten, Israel och Jordanien Apache. Storbritannien använder 67 st WAH-64 som kommer att användas vid amfibiska operationer och vars rotorblad kan fällas in för bruk ombord hangarfartyg.

## Film och media
Apachehelikoptern har deltagit i ett flertal filmer de senaste åren eftersom den är USA:s huvudattackhelikopter. Den kan ses i de följande filmerna. 
- Fire Birds (eller Wings of the Apache) med Nicholas Cage, Tommy Lee Jones och Sean Young.
- In the Army Now med Pauly Shore.
- AH-64D Longbow presenteras även i flygplanssimulatorerna Jane’s AH-64D Longbow och Jane's AH-64D Longbow 2.